# Alex Lodiong Sakor Eyobo
Alex Lodiong Sakor Eyobo (* 26. Januar 1971 in Wudu) ist ein südsudanesischer Geistlicher und römisch-katholischer Bischof von Yei.

## Leben
Alex Lodiong Sakor Eyobo besuchte von 1989 bis 1993 das Kleine Seminar St. Mary in Juba. Anschließend studierte er Philosophie und Katholische Theologie am nationalen Priesterseminar St. Paul in Juba. Am 24. Juni 2001 empfing Sakor Eyobo das Sakrament der Priesterweihe für das Bistum Yei.
Sakor Eyobo war zunächst als Pfarrvikar der Pfarrei Sacred Heart in Lomin tätig, bevor er 2002 Generalsekretär des Bistums Yei wurde. Daneben erwarb er 2003 an der Katholischen Universität von Ostafrika in Nairobi ein Diplom im Fach Informatik. 2006 wurde Alex Lodiong Sakor Eyobo zusätzlich Diözesanökonom sowie Koordinator für die Kommunikation und die Bildung. Parallel absolvierte er von 2006 bis 2007 beim Christian Organizations Research and Advisory Trust of Africa (CORAT Africa) in Nairobi ein Studium im Fach Finanzverwaltung. Von 2008 bis 2013 war Alex Lodiong Sakor Eyobo Diözesanjugendseelsorger. Danach wirkte er als Rektor des Kleinen Seminars in Yei. 2014 wurde Sakor Eyobo für weiterführende Studien nach Rom entsandt, wo er 2018 an der Päpstlichen Universität Urbaniana ein Lizenziat im Fach Biblische Theologie erwarb. Nach der Rückkehr in seine Heimat wurde er Ökonom, Ausbilder und Dozent am nationalen Priesterseminar St. Paul in Juba.
Am 11. Februar 2022 ernannte ihn Papst Franziskus zum Bischof von Yei. Der emeritierte Erzbischof von Khartum, Gabriel Kardinal Zubeir Wako, spendete ihm am 15. Mai desselben Jahres in der Kathedrale Christ the King in Yei die Bischofsweihe; Mitkonsekratoren waren der Apostolische Nuntius im Südsudan, Erzbischof Hubertus van Megen, und der Erzbischof von Juba, Stephen Ameyu Martin Mulla.